# Лейк-оф-те-Вудс (Іллінойс)
Лейк-оф-те-Вудс (англ. Lake of the Woods) — переписна місцевість (CDP) в США, в окрузі Шампейн штату Іллінойс. Населення — 2403 особи (2020).

## Географія
Лейк-оф-те-Вудс розташований за координатами 40°12′13″ пн. ш. 88°22′24″ зх. д. / 40.20361° пн. ш. 88.37333° зх. д. (40.203646, -88.373364).  За даними Бюро перепису населення США в 2010 році переписна місцевість мала площу 4,77 км², з яких 4,59 км² — суходіл та 0,18 км² — водойми.

## Демографія
Згідно з переписом 2010 року, у переписній місцевості мешкало 2912 осіб у 1186 домогосподарствах у складі 827 родин. Густота населення становила 610 осіб/км².  Було 1251 помешкання (262/км²).
Расовий склад населення:
| - 94,9 % — білих - 0,9 % — чорних або афроамериканців - 0,4 % — азіатів - 0,1 % — корінних американців - 1,4 % — осіб інших рас |

До двох чи більше рас належало 2,3 %. Частка іспаномовних становила 2,7 % від усіх жителів.
За віковим діапазоном населення розподілялося таким чином: 25,5 % — особи молодші 18 років, 64,3 % — особи у віці 18—64 років, 10,2 % — особи у віці 65 років та старші. Медіана віку мешканця становила 36,2 року. На 100 осіб жіночої статі у переписній місцевості припадало 97,3 чоловіків;  на 100 жінок у віці від 18 років та старших — 94,8 чоловіків також старших 18 років.
Середній дохід на одне домашнє господарство  становив 57 320 доларів США (медіана — 37 460), а середній дохід на одну сім'ю — 69 198 доларів (медіана — 47 071). За межею бідності перебувало 14,8 % осіб, у тому числі 24,0 % дітей у віці до 18 років та 15,7 % осіб у віці 65 років та старших.
Цивільне працевлаштоване населення становило 1299 осіб. Основні галузі зайнятості: освіта, охорона здоров'я та соціальна допомога — 30,6 %, роздрібна торгівля — 12,4 %, будівництво — 11,3 %.